# Motel 6
Pour les articles homonymes, voir Motel (homonymie).
 (février 2016).
Si vous disposez d'ouvrages ou d'articles de référence ou si vous connaissez des sites web de qualité traitant du thème abordé ici, merci de compléter l'article en donnant les références utiles à sa vérifiabilité et en les liant à la section « Notes et références ».
Motel 6 est une chaîne d'hôtels américaine fondée en 1962 à Santa Barbara, en Californie. 
Motel 6 est considérée comme la chaîne d'hôtel la plus économique des États-Unis. 

## Historique
En 1990, Accor achète le groupe américain pour l'intégrer dans son pôle d'hôtellerie économique.
En 2006, Motel 6 exploitait plus de 840 hôtels représentant 87 000 chambres aux États-Unis et au Canada.
En 2012, Motel 6 et Studio 6, autre filiale américaine d'Accor, ont été vendues à Blackstone Group pour 1,9 milliard de dollars.
En septembre 2024, Oyo Rooms annonce l'acquisition de Motel 6 à un fonds d'investissement pour 525 millions de dollars.